# Edith Tolkien
Edith Tolkien (* 21. Januar 1889 in Gloucester als Edith Mary Bratt; † 29. November 1971 in Bournemouth) war die Ehefrau des britischen Schriftstellers John Ronald Reuel Tolkien.

## Leben
Als uneheliches Kind von Frances Bratt im Januar 1889 geboren, wurde Edith Bratt von ihrer Mutter und ihrer Cousine aufgezogen. Schon früh erkannte man ihre musikalischen und tänzerischen Begabungen, sodass sie nach dem frühen Tod ihrer Mutter ein Musikinternat für Mädchen besuchte. Einige Zeit später kam sie auf Vermittlung ihres Vormundes in einer Pension unter. Dort begegnete sie im Alter von neunzehn Jahren zum ersten Mal dem damals sechzehnjährigen John Ronald Reuel Tolkien, der ebenfalls eine Waise war. Im Laufe der folgenden Monate verliebten sich die beiden ineinander. Tolkiens Vormund aber, der katholische Pater Morgan, missbilligte Johns Beziehung mit der im anglikanischen Glauben erzogenen Bratt und untersagte dem Sechzehnjährigen jedweden Kontakt mit Edith bis zum Erreichen seiner Volljährigkeit – damals das 21. Lebensjahr.
Edith zog zu einer Rechtsanwaltsfamilie namens Jessop nach Cheltenham in Gloucestershire, wo sie sich mit dem Bruder einer Schulfreundin verlobte. Im Jahr 1913 erhielt sie einen Brief von dem nun volljährigen Tolkien, der sie bat, ihre Beziehung aus Jugendzeiten wieder aufzunehmen. Sie willigte ein und konvertierte auf Drängen Tolkiens am 8. Januar 1914 zum katholischen Glauben. Da dies von ihrem anglikanischen Vormund, den Jessops, abgelehnt wurde, war sie dazu gezwungen, sich nach einem neuen Wohnsitz umzusehen. Schließlich kam sie bei ihrer Cousine in Warwick unter.
Am 22. März 1916 heiratete sie John Ronald Reuel Tolkien acht Jahre nach ihrem ersten Zusammentreffen. Noch im selben Jahr wurde Tolkien nach Frankreich eingezogen, wo er als Offizier im Ersten Weltkrieg seinen Frontdienst leisten musste.

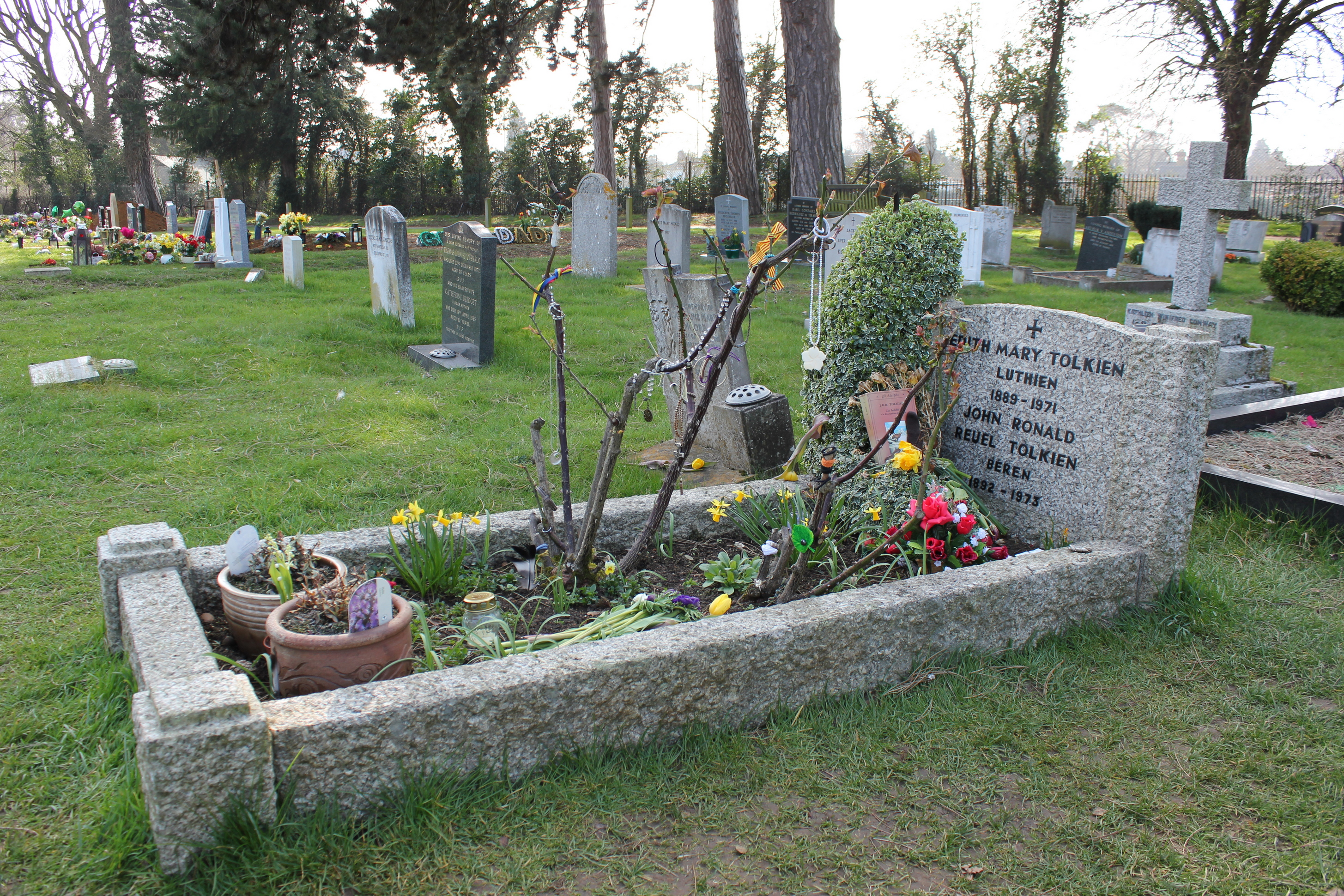
Das Grab von Edith und John Ronald Reuel Tolkien in Oxford

Nach Johns krankheitsbedingter Rückkehr vom europäischen Festland wurde Edith Mary Tolkien Mutter von vier Kindern:
- John Francis Reuel Tolkien (* 16. November 1917, † 22. Januar 2003)
- Michael Hilary Reuel Tolkien (* 22. Oktober 1920, † 27. Februar 1984)[1]
- Christopher John Reuel Tolkien (* 21. November 1924, † 16. Januar 2020)[2]
- Priscilla Mary Reuel Tolkien (* 18. Juni 1929, † 28. Februar 2022)[3]

Den Großteil ihrer gemeinsamen Zeit verlebten sie in der Universitätsstadt Oxford, wo sich John als Professor und Schriftsteller betätigte. Seinen Lebensabend verbrachte das Ehepaar Tolkien in dem englischen Badeort Bournemouth. Nach kurzer, aber schwerer Krankheit starb Edith Tolkien im Alter von 82 Jahren und wurde auf dem Friedhof von Wolvercote bei Oxford beigesetzt. Ediths Tod war für ihren Mann laut Zeugen ein schwerer Schock, von dem er sich nie erholte. Er starb kaum zwei Jahre später.

## Bedeutung für Tolkiens Werk
John und Edith gingen oft in einem Wald nahe Roos spazieren, wo sie in einem Schierlingshain manchmal für ihn gesungen und getanzt haben soll. Dieses und frühere Erlebnisse inspirierten Teile des erst nach seinem Tod veröffentlichten literarischen Werks Das Silmarillion, vor allem die auch im Herrn der Ringe kurz erwähnte Geschichte von der alle Hindernisse überwindenden Liebe des Menschen Beren und der Elbenprinzessin Lúthien Tinúviel.
Auf den Grabstein ließ J. R. R. Tolkien folgende Inschrift setzen:
- Edith Mary Tolkien, Lúthien, 1889–1971
- John Ronald Reuel Tolkien, Beren, 1892–1973